# Constantin Budișteanu
Constantin Budișteanu (n. 4 noiembrie 1838, București – d. 7 noiembrie 1911, București) a fost un general și om politic liberal. Descendent al unei vechi familii boierești din Țara Românească, era fiul serdarului Nicolae Budișteanu.
Face parte din prima promoție a Școlii militare din București (1854-1856) și își continuă studiile militare în străinătate. Pregătirea militară îl propulsează în diferite funcții. 
A avansat în ierarhia militară astfel:  
- 1856 - Sublocotenent de infanterie.
- 1860 - Locotenent în corpul de stat-major.
- 1862 - Căpitan de geniu.
- 1867 - Maior.
- 1871 - Locotenent-colonel.
- 1876 - Colonel.
- 1883 - General de brigadă.
- 1891 - 1895 - General de divizie, Comandant al Corpului 4 Armată.

Între 1877-1878 participă la Războiul de Independență, fiind grav rănit în timpul asediului Plevnei la 12 octombrie 1877. 
Membru al PNL, este ales senator în anii: 1884, 1892, 1895 și deputat în 1888. Intră în guvernul liberal al lui D. A. Sturdza ca Ministru de Război între 4 noiembrie 1895 - 20 noiembrie 1896. În anul 1897 demisionează din armată.
Între 28 ianuarie 1909 - 10 ianuarie 1911 este Președinte al Senatului.
Desfășoară o susținută activitate în cadrul Ligii Culturale, înființată la București în 1890, în vederea unității românilor din toate provinciile românești. 
Pentru îmormântarea sa a lăsat suma de 100 lei, fiind cerut să fie dus la groapă cu carul cu boi cum se duceau țăranii. 
Pentru meritele sale militare a fost citat cu ordin de zi și decorat cu:
- Virtutea Militară
- Steaua României
- Crucea trecerii Dunării etc.

## Galerie imagini

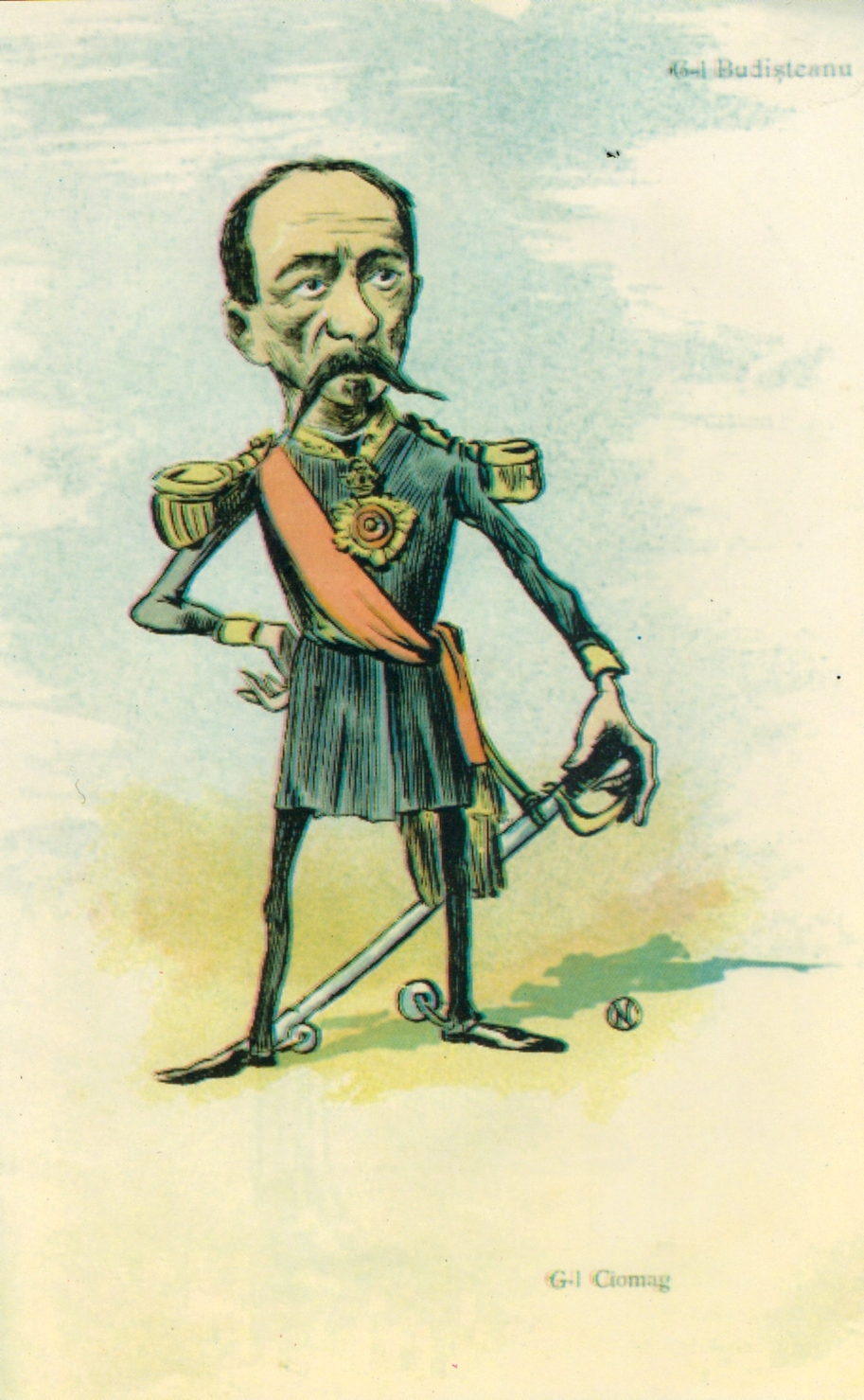
Constantin Budișteanu - caricatură de Nicolae S. Petrescu-Găină